# Агріппа Фурій Фуз
Агрі́ппа Фу́рій Фуз (лат. Agrippa Furius Fusus; IV століття до н. е.) — політичний і військовий діяч Римської республіки; військовий трибун з консульською владою (консулярний трибун) 391 року до н. е.

## Біографічні відомості
Походив з патриціанського роду Фуріїв. Син Секста Фурія Фуза, можливо онук Агріппи Фурія Фуза, консула 446 року до н. е. Про молоді роки Агріппи Фурія відомості не збереглися.
391 року до н. е. його було обрано військовим трибуном з консульською владою разом з Луцієм Фурієм Медулліном, Сервієм Сульпіцієм Камеріном Руфом, Луцієм Лукрецієм Триципітіном Флавом, Луцієм Емілієм Мамерціном і Гаєм Емілієм Мамерціном. Того року велись бойові дії проти етрусків та їхніх союзників, які закінчились вдало для Римської республіки. Агріппі Фурію було доручено вести бойові дії проти сапієнатів, які були припинені через моровицю в Римі. Разом з тим сапієнати, які почули про поразку союзників, відступили, залишивши свою землю безпорадною перед набігами римлян. Наприкінці цієї каденції гали на чолі з Бренном вдерлися до Італії.
Про подальшу долю Агріппи Фурія згадок немає.